# Fuerte Mahakan
El fuerte Mahakan (en tailandés, ป้อมมหากาฬ) es una estructura militar de finales del siglo XVIII, una de las dos supervivientes que protegía la entonces ciudad amurallada de Bangkok (Tailandia). Desde 2018, el edificio se conserva restaurado y el área a su alrededor es un jardín público.

## Historia
Cuando el rey Rama I llegó al trono como primer moncarca de la dinastía Chakri en 1782, decidió que Bangkok fuera la nueva capital del Reino. Debido a la amenaza de los vecinos birmanos, que en 1767 destruyeron Ayutthaya —la antigua capital—, el gobernante mandó erigir una serie de fortificaciones, además de excavar canales para proteger la nueva ciudad. El fuerte Phra Sumen fue construido en 1782 en este contexto.
Levantado también en la década de 1780, el fuerte Mahakan, de planta octogonal, formaba parte de la línea de defensa de las murallas de Bangkok y se encuentra junto al Wat Saket. En 1785, el ejército birmano retomó la invasión de Tailandia (entonces llamado Siam), pero sus tropas no alcanzaron la capital y las fortalezas no llegaron a participar en las batallas. De las catorce fortificaciones y las dieciséis puertas, solo se conservan las dos mencionadas.

### Proyecto de restauración
Desde 1959 el ayuntamiento local intentó desarrollar el área alrededor del edificio y requirió la expropiación de veintiún solares en casi ocho mil metros cuadrados, que ocupaban veintiocho viviendas. Aunque ya en 1992 se emitió un reglamento para apoyar el proyecto, en ese momento el número de hogares de la zona había crecido hasta los ciento dos. No fue hasta 1994 que los habitantes comenzaron a mudarse a cambio de una compensación del municipal. Tras su restauración, el edificio marca la entrada a la Ciudad Real de la capital y está rodeado de un parque público.
Este proyecto suscitó críticas debido a la baja cantidad de turistas que lo visitaron (que era el objetivo principal). Además, para completarlo tuvieron que derribar casas de madera que databan de principios de la era Rattanakosin, consideradas partes del patrimonio tailandés. Además de forzar que sus habitantes se desplazaran, los historiadores afirman que una comunidad de viviendas se desarrolló en los alrededores del fuerte desde su construcción.